# TV Azteca
Televisión Azteca is een Mexicaans televisienetwerk. Het is na Televisa het belangrijkste mediaconglomeraat van het land en is een holding van de Grupo Salinas
TV Azteca is voortgekomen uit Instituto Mexicano de la Televisión, een relatief klein televisienetwerk dat door de overheid werd gerund, nadat deze in 1993 werd geprivatiseerd. Aanvankelijk bestond de hoop dat TV Azteca zou kunnen bijdragen tot een kritischer media in Mexico, daar Televisa berucht was om haar eenzijdige berichtgeving, maar TV Azteca verklaarde zelf dergelijke ambities niet te hebben en zich vooral op vermaak te richten.
TV Azteca beheert twee landelijke televisiezenders, XHDF("Azteca Uno") en XHIMT ("Azteca 7"), daarnaast heeft het bedrijf ook meerdere digitale zenders en een aantal stations in andere Latijns-Amerikaanse landen. Ook beheert het een klein mobiele telefonienetwerk.